# Рыбацкое (станция метро)
«Рыба́цкое» — станция Петербургского метрополитена. Южная конечная станция Невско-Василеостровской линии. Расположена на наземном участке линии между порталом тоннелей и электродепо «Невское». Одна из трёх станций за КАД (две других — «Девяткино» и «Шушары»). Является самой восточной станцией метро в городе.
Поскольку станция является конечной с береговыми платформами и переходным мостиком в пределах платформы, на ней в штатной (обычной, без происшествий и/или неисправностей) работе допускается осаживание поезда (движение назад, при котором машинист не покидает кабину управления) для совмещения дверей поезда и проёмов в ограждении мостика. Также осаживание допускается на станциях закрытого типа.
Станция открыта 28 декабря 1984 года в составе участка «Обухово» — «Рыбацкое». Наименование получила по расположению в одноимённом историческом районе города.

## История
В первоначальных планах строительства продления Невско-Василеостровской линии станции «Рыбацкое» не значилось, вместо неё должны были быть построены наземные станции «Елизаровская» и «Ломоносовская» (по изменённому проекту построенные на глубоком заложении). После них участок «Ломоносовская» — «Обухово» от станции «Ломоносовская» также планировалось построить на мелком заложении с дальнейшим выходом линии на поверхность. Существует две версии причин изменения проекта на односводчатую глубокого заложения и закрытого типа: по одной из них, станции не вписывались в т. н. «кривые» (повороты), по другой — сложные гидрогеологические условия на проходке тоннеля при переходе на мелкое заложение — во время строительства тоннеля от «Ломоносовской» произошёл взрыв метана.

## Местоположение
Станция находится на Тепловозной улице между пересечениями с улицами Дмитрия Устинова и Прибрежной. Расположена в наземном павильоне, здание которого входит в комплекс строений одноимённой железнодорожной станции. Платформы станции метро и жилая зона связаны между собой подземным пешеходным переходом. Второй предусмотренный проектом переход полностью построен не был и существует лишь в обрезе контура станции. Со станции имеются также выходы в сторону промзоны, расположенные на платформе прибытия.

## Архитектура и оформление
«Рыбацкое» — наземная крытая станция с боковыми платформами.
Сооружена по проекту архитекторов А. С. Гецкина, Н. В. Ромашкина-Тиманова и К. Г. Леонтьевой. В отделке станции использованы белый и серый мрамор, профильный металл, стекло, полированный гранит. Со стороны въезда поездов в депо и в северном торце станции над путями расположены большие балконы, проход по которым пассажирам запрещён.
В перспективе планируется строительство транспортно-пересадочного узла.

## Особенности проекта и станции
- На перегоне в сторону станции «Обухово» использованы максимально допустимые уклоны. Это связано с тем, что пути с наземной станции метрополитена «ныряют» на глубокое заложение. Другим аспектом строительства являлось то, что ближняя к станции часть перегона строилась открытым способом[5].
- Одна из трёх станций Петербургского метрополитена (две другие — «Девяткино» и «Шушары»), расположенных за пределами КАД.

## Строительство
Подземные тоннели между станцией, железнодорожными платформами и жилым микрорайоном впервые в практике строительства метрополитена проходились методом продавливания, что позволило не останавливать движение поездов по железной дороге.
При строительстве кровли было применено складчатое 18-пролётное перекрытие, позволяющее свободно компоновать станционные сооружения. Главный инженер проекта — Конончук Г. П. (ЛМГТ).

### Реконструкция
Станция была закрыта с 1 апреля 2000 по 1 апреля 2001 года для выполнения капитального ремонта пешеходных переходов, демонтажа и замены лестницами трёх малых эскалаторов ЭТ-5М, ведущих в подземный переход, а также ликвидации протечек на перегоне «Обухово» — «Рыбацкое».
В 2001—2005 годах при реконструкции подъездных путей на железнодорожной станции была изменена схема движения пригородных пассажирских поездов, вследствие чего их остановка на платформе № 2 стала невозможна. С этого момента доступ к пригородным поездам из подземного перехода, предусмотренный изначальным проектом транспортного узла, полностью прекращен. С 2003 года на железнодорожной станции построена ещё одна платформа для пригородных поездов, однако её эксплуатация долгое время была невозможна из-за отсутствия пассажирского перехода к ней. В связи с этим, с 2003 по 2006 годы пригородные поезда, следовавшие из города в область, на станции Рыбацкое не останавливались. Надземный пешеходный переход был открыт 2 декабря 2006 года.

## Путевое развитие
Западнее станции расположен перекрёстный съезд и электродепо ТЧ-5 «Невское» со своим путевым развитием.

## Наземный городской транспорт

#### Городские автобусы
| №    | Пересадки                                         | Конечный пункт 1               | Конечный пункт 2                             |
| ---- | ------------------------------------------------- | ------------------------------ | -------------------------------------------- |
| 53   | Дунайская Пролетарская Рыбацкое                   | Купчино                        | завод ЖБИ № 1                                |
| 97   | Улица Дыбенко Ломоносовская Пролетарская Рыбацкое | улица Коллонтай, 47            | завод ЖБИ № 1                                |
| 115  | —                                                 | Рыбацкое Рыбацкое              | Металлострой, Центральная площадь            |
| 115а | Пролетарская Рыбацкое                             | проспект Александровской Фермы | Ижоры Металлострой, Центральная площадь      |
| 189  | Пролетарская Рыбацкое Понтонная Сапёрная          | улица Грибакиных               | Усть-Тосненская Сапёрный, мебельный комбинат |
| 327  | Пролетарская Рыбацкое                             | улица Грибакиных               | Колпино, Заводской проспект                  |
| 328  | Понтонная Колпино                                 | Рыбацкое Рыбацкое              | Колпино, КСМ                                 |
| 396  | Славянка                                          | Рыбацкое Рыбацкое              | Металлострой, Центральная площадь            |
| 396а | Славянка                                          | Рыбацкое Рыбацкое              | Колпино, Заводской проспект                  |

#### Пригородные автобусы
| №   | Пересадки                                     | Конечный пункт 1  | Конечный пункт 2               |
| --- | --------------------------------------------- | ----------------- | ------------------------------ |
| 440 | Понтонная Сапёрная Усть-Тосненская Геройская  | Рыбацкое Рыбацкое | Шлиссельбург, Красная площадь  |
| 682 | Понтонная Сапёрная Усть-Тосненская Ивановская | Рыбацкое Рыбацкое | Никольское, Советский проспект |

#### Трамваи
| №  | Пересадки                                       | Конечный пункт 1    | Конечный пункт 2  |
| -- | ----------------------------------------------- | ------------------- | ----------------- |
| 24 | Площадь Александра Невского Пролетарская        | Перекупной переулок | Рыбацкое Рыбацкое |
| 27 | Проспект Большевиков Ломоносовская Пролетарская | Река Оккервиль      | Рыбацкое Рыбацкое |

## Галерея
- Вход на станцию
- Кассовый зал
- Рамки металлоискателей